# Parlement du Bas-Canada
15 législatures 
 (1792 à 1838)
Édifice du Parlement du Bas-Canada
Le Parlement du Bas-Canada est la législature de la Province du Bas-Canada de 1792 à 1838. Le parlement, situé à Québec, est constitué de trois branches : l'Assemblée législative, le Conseil législatif, et le représentant de la couronne britannique.

## Histoire
Le gouvernement représentatif de type britannique fait son entrée dans la vie politique bas-canadienne à la suite de l'adoption, au Parlement de la Grande-Bretagne le 10 juin 1791, de l'Acte constitutionnel (Constitutional Act), nom abrégé d'une loi qui a pour titre formel « An Act to Repeal certain Parts of an Act, passed in the Fourtheeth Year of His Majesty's Reign, intituled, An act for making more effectual Provision for the Government of the Province of Quebec, in North America; and to make further Provision for the Government of the said Province. ». Le 26 décembre 1791, la loi constitutionnelle entre en vigueur par proclamation du lieutenant-gouverneur Alured Clarke, substitut du gouverneur général Guy Carleton qui se trouve à Londres depuis le mois août.
Le 7 mai, le lieutenant-gouverneur proclame la division du Bas-Canada en 27 districts électoraux, dont 21 sont des comtés en milieu rural et les six autres en milieu urbain. 23 districts élisent chacun deux députés alors que les quatre autres en élisent un seul. Ces 50 élus comblent autant de sièges dans la Chambre d'assemblée, soit le minimum autorisé par la constitution.
Le 24 mai, le gouvernement ordonne la tenue des premières élections générales de l'histoire de la province. Les élections se déroulent durant tout le mois de juin et se terminent le 10 juillet. Le 31 octobre, le lieutenant-gouverneur convoquant les chambres en assemblée parlementaire pour le 17 décembre 1792.

## Composition

### Assemblée législative
L'Assemblée législative (ou la Chambre d'assemblée) du Bas-Canada est la branche représentative du peuple de la province et la seule branche élective de la législature. Les représentants que le peuple députe à cette assemblée sont élus au suffrage censitaire. La constitution du Bas-Canada accorde le droit de vote à toutes les personnes de 21 ans et plus qui rencontrent un critère de cens suffisamment bas qu'il permet, dans les faits, à la plupart des propriétaires et des locataires de la province d'exercer ce droit.
Tous les sujets britanniques de 21 ans et plus sont éligibles à la candidature aux élections. Le nombre des représentants du peuple est initialement fixé à 50, le minimum permis par la constitution.

### Conseil législatif
Le Conseil législatif se compose d'un minimum de 15 conseillers nommés à vie à la discrétion du représentant de la couronne. Les conseillers doivent être sujets britanniques et avoir 21 ans ou plus.
Le 16 septembre 1791, le gouverneur Carleton reçoit des instructions du Secrétaire d'État britannique responsable des colonies lui enjoignant de nommer au nouveau Conseil législatif tous les membres qui siégeaient auparavant dans le Conseil législatif constitué en 1774 et aboli par la nouvelle loi constitutionnelle de 1791,

### Le représentant de la couronne
La couronne britannique, représentée au pays en la personne d'un gouverneur ou du lieutenant-gouverneur envoyé par Londres, sanctionne les lois adoptées par l'Assemblée et le Conseil.

## Pouvoirs
L'article II de la constitution du Bas-Canada attribue au parlement le pouvoir « de faire des lois pour la tranquillité, le bonheur et le bon gouvernement » de la province, dès lors que les dites lois « ne répugn[ent] point » à la constitution.

## Lieu de réunion

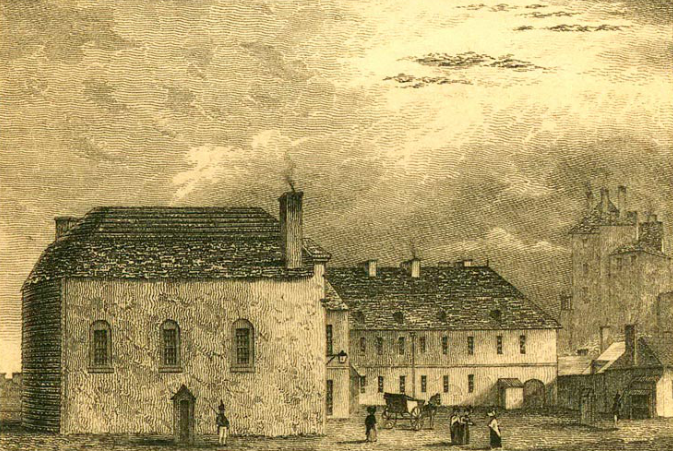
Chapelle utilisée au début du parlement

L'édifice qui abrite le parlement se situe à Québec, la capitale de la province, et se nomme l'Hôtel du Parlement. La province loue d'abord le Palais épiscopal de Québec (ou Palais de l'Évêque), c'est-à-dire la résidence de l'évêque catholique dans le diocèse de Québec. Le palais se situe sur la rue de la Montagne dans la Haute-Ville. Construit sur une pente, une partie de l'édifice comprend trois étages (sud-est) alors que les autres n'en ont que deux.
La Chambre d'assemblée loge dans la chapelle, pièce qui fait 65 pieds sur 36. Les chambres des commissions (ou comités) et la bibliothèque de l'assemblée sont dans des pièces adjacentes. Le Conseil législatif tient ses séances dans un appartement au deuxième étage. Les chambres de ses commissions et sa bibliothèque sont sur le même étage. Le Conseil exécutif, divers bureaux rattachés à l'administration logent également dans le palais.
En 1826, un comité de la Chambre d'assemblée entreprend de négocier avec l'archevêque Mgr Bernard-Claude Panet pour rénover l'édifice et l'acheter définitivement en échange d'une rente perpétuelle de mille louis. Mgr Panet se dit d'accord pour les rénovations mais pas pour l'abandon de l'évêché et de son terrain. La demande de cession et d'aliénation de la propriété est reformulée à nouveau en 1829 et le 2 mars 1831, Mgr Panet accepte finalement l'offre. Un contrat est passé à cet effet le 1er août 1832.
Les travaux d'excavation débutent le 13 juin 1831 et en avril 1833 la chapelle de l'évêché est démolie pour faire place au corps principal de l'Hôtel du Parlement, qui abrite les deux chambres et les bureaux du gouvernement jusqu'à la suspension des pouvoirs de la législature du Bas-Canada en 1838. Les travaux sont effectués sous la direction de l'architecte Louis-Thomas Berlinguet à partir du 4 mai 1833. De l'ancien édifice, seule reste l'aile sud-est, qui loge entre autres le musée du sculpteur et doreur Pierre Chasseur. Cette aile est finalement détruite en 1851 lorsque l'Hôtel du Parlement est de nouveau rénové pour accueillir le Parlement du Canada-Uni (alors à Toronto), jusqu'à ce qu'il soit incendié en 1854.